# Julian Wojtkowski

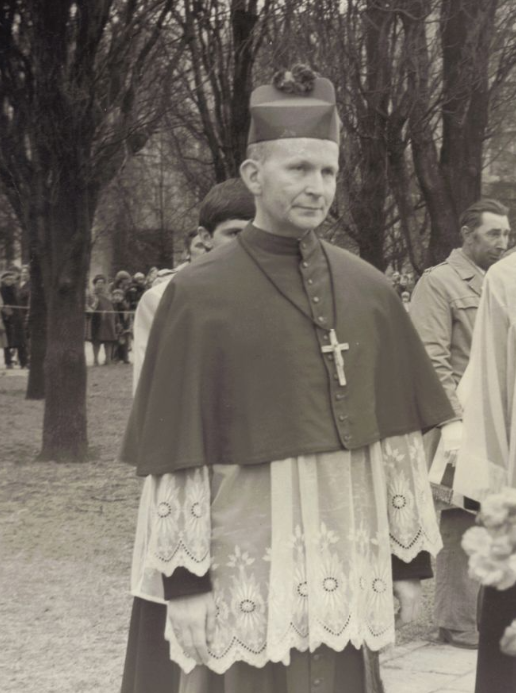
Bischof Julian Wojtkowski, 1981

Julian Andrzej Antoni Wojtkowski  (* 31. Januar 1927 in Poznań) ist emeritierter Weihbischof im Ermland.

## Leben
Der Bischof von Lublin, Piotr Kałwa, weihte ihn am 25. Juni 1950 zum Priester und wurde in den Klerus des Bistums Lublin inkardiniert. 
Papst Paul VI. ernannte ihn am 17. August 1969 zum Weihbischof im Ermland und Liepāja und Titularbischof von Murustaga. Der Erzbischof von Gnesen und Warschau, Stefan Kardinal Wyszynski, spendete ihm am 22. August  desselben Jahres zum Bischof; Mitkonsekratoren waren Józef Drzazga, Weihbischof im Ermland, und Jan Władysław Obłąk, Weihbischof im Ermland.
Am 24. Februar 2004 nahm Papst Johannes Paul II. seinen altersbedingten Rücktritt an.